# Томислав Караджич
Томислав Караджич (на сръбски: Томислав Караџић или Tomislav Karadžić) е сръбски бизнесмен и бивш президент на Футболния съюз на Сърбия (от 2008 до 2016 г.). Преди това е президент на ФК „Партизан“.

## Биография
Караджич е роден на 10 февруари 1939 г. в село Петница, община Шавник, Кралство Югославия (днес Черна гора). 
От 2005 до 2006 г. e президент на Футболната асоциация на Сърбия и Черна гора. Преди това в продължение на 18 години е президент на регионалната футболна асоциация на Войводина. 
На 25 септември 2007 г. Караджич става президент на ФК „Партизан“, Белград. Успоредно с това запазва поста си във Футболния съюз на Сърбия като заместник на президента Звездан Терзич. През март 2008 г. Терзич бяга от страната, след като е обвинен в присвояване на средства за трансфер на играчи, и Караджич поема ролята му на президент на Футболния съюз. През лятото на 2008 г. се провеждат избори за президент на организацията, които той печели. 
Караджич е женен; има три деца и петима внуци.